# Buccochromis atritaeniatus
Buccochromis atritaeniatus är en fiskart som först beskrevs av Regan 1922.  Buccochromis atritaeniatus ingår i släktet Buccochromis och familjen Cichlidae. IUCN kategoriserar arten globalt som otillräckligt studerad. Inga underarter finns listade.